# Mbere (B.60) jezici
Mbere (B.60) jezici podskupina od (6) sjeverozapadnih bantu jezika u zoni B u Gabonu, Kongu i DR Kongu.
Obuhvaća jezike: kaningi ili bakanike, lekaningi [kzo], 6.000 (1990 CMA) u gabonskoj provinciji Upper Ogooue; mbere ili limbede, mbédé, mbété [mdt], ukupno 105,900 u Kongu i Gabonu; ndumu [nmd], 	4,310 (2000) u gabonskoj provinciji Upper Ogooue; ngul ili ingul [nlo], 8.400 (2002) u DR kongoanskoj provinciji West Bandundu; ombamba [mbm], ukupno 24.800 u Kongu i Gabonu; yangho ili bayongho [ynh], 5.000 (1990) u gabonskoj provinciji Haut Ogooue.

## Vanjske poveznice
- Ethnologue (14th)
- Ethnologue (15th)